# Фигероа, Марко
Марко Антонио Фигероа Монтеро (Марко Фигероа; исп. Marco Antonio Figueroa Montero; 21 февраля, 1962, Сан-Фелипе) — чилийский футболист и тренер.

## Биография
В качестве футболиста Фигероа выступал на позиции нападающего за ряд команд Чили и Мексики. Долгое время он являлся одним из лидеров «Атлетико Морелии», где впереди составлял ударный «трезубец» вместе со своими соотечественниками Хуаном Карлосом Верой и Анхелем Бустосом. На протяжении нескольких лет вызывался в сборную Чили. Вместе с ней он в 1993 году принял участие в Кубке Америки в Эквадоре. Участник футбольного турнира на летних Олимпийских играх 1984 года в США.
После окончания карьеры Фигероа занялся тренерской деятельностью. В 2022 году он был назначен на пост наставника сборной Никарагуа.

## Достижения

### Футболиста
- Чемпион Чили: 1992.
- Лучший бомбардир чемпионата Чили: 1993.
- Лучший бомбардир в истории клуба «Атлетико Морелия» (130 голов)

### Тренера
- Серебряный призер чемпионата Чили: 2009 (Клаусура).
- Победитель чилийской Примейры B: 2011.
- Лучший тренер чемпионата Чили: 2009.

## Семья
Сын тренера Матео Фигероа также занимался футболом и играл в юниорских командах «Атлетико Морелии».